# Wolfram Centner
Wolfram Centner (ur. 26 kwietnia 1967 w Radebeul) – niemiecki kierowca wyścigowy.

## Biografia

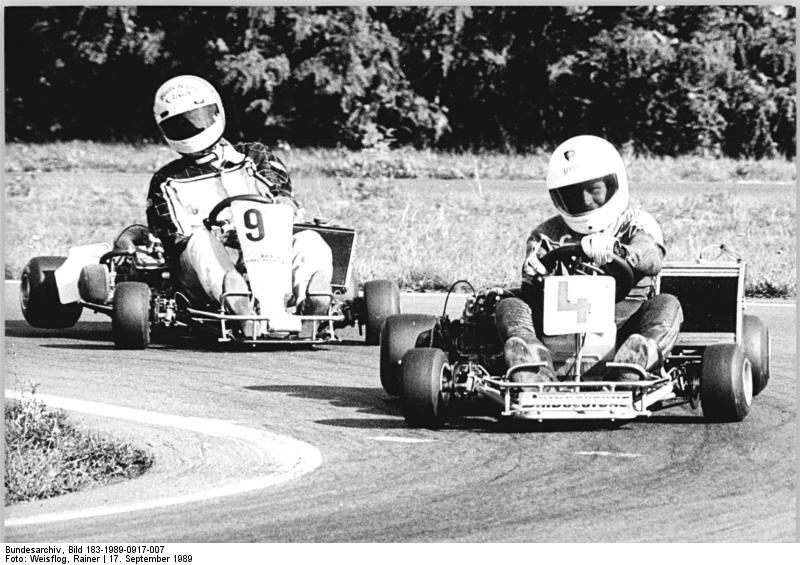
Centner (z przodu) podczas zawodów kartingowych w 1989

Karierę zaczynał w kartingu w wieku ośmiu lat. W 1992 roku zadebiutował Melkusem MB90 w Formule Euro, zajmując czwarte miejsce na koniec sezonu. W 1993 roku korzystał z Reynarda, a od 1994 roku używał Ralta. W latach 1993–1995 zdobywał tytuły mistrzowskie Formuły Euro. W tym okresie Niemiec rywalizował również w takich seriach jak Formuła Mondial i Interserie. Następnie ścigał się motocyklami z wózkiem bocznym. Zdobył mistrzostwo B Niemiec, a w 1997 roku zadebiutował w mistrzostwach świata, zajmując siedemnastą pozycję. W latach 2000 oraz 2003 był wicemistrzem Niemiec (IDM), a w 2004 roku zajął czwarte miejsce. W latach 2008–2009 zajmował w mistrzostwach świata trzynaste miejsce. W latach 2011–2014 rywalizował z kolei w lokalnych rajdach na terenie Niemiec.

## Wyniki
| Legenda oznaczeń w tabelach wyników Wyświetl szablon na nowej stronie | Legenda oznaczeń w tabelach wyników Wyświetl szablon na nowej stronie                                                                     |
| Oznaczenie                                                            | Wyjaśnienie |
| --------------------------------------------------------------------- | --- |
| Złoty                                                                 | Zwycięzca lub mistrzostwo |
| Srebrny                                                               | 2. miejsce lub wicemistrzostwo |
| Brązowy                                                               | 3. miejsce lub II wicemistrzostwo |
| Zielony                                                               | Ukończył, punktował (w klasyfikacji generalnej, gdy zdobył co najmniej jeden punkt na przestrzeni sezonu, poza trzema powyższymi opcjami) |
| Niebieski                                                             | Ukończył, nie punktował (w klasyfikacji generalnej, gdy nie zdobył co najmniej jednego punktu na przestrzeni sezonu)                      |
| Czerwony                                                              | Nie zakwalifikował się (NZ) |
| Czerwony                                                              | Nie prekwalifikował się (NPK) |
| Różowy                                                                | Nie ukończył (NU) |
| Różowy                                                                | Niesklasyfikowany (NS) (w klasyfikacji generalnej, gdy nie został sklasyfikowany w żadnym wyścigu sezonu)                                 |
| Czarny                                                                | Zdyskwalifikowany (DK) |
| Czarny                                                                | Wykluczony (WYK/EX) |
| Biały                                                                 | Nie wystartował (NW) |
| Biały                                                                 | Kontuzjowany (K/INJ) |
| Biały                                                                 | Wyścig odwołany (OD/C) |
| Bez koloru                                                            | Został wycofany (WYC/WD) |
| Bez koloru                                                            | Nie przybył (NP/DNA) |
| Bez koloru                                                            | Nie brał udziału w treningach (NT/DNP) |
| Bez koloru                                                            | Nie został zgłoszony (–) |
| Pogrubienie                                                           | Start z pole position |
| Kursywa                                                               | Najszybsze okrążenie wyścigu |
| †                                                                     | Nie ukończył, ale jego rezultat został zaliczony ze względu na przejechanie więcej niż 90% dystansu wyścigu.                              |
| *                                                                     | Sezon w trakcie |
| 1/2/3                                                                 | Punktowana pozycja w sprincie kwalifikacyjnym                                                                                             |
| Lista systemów punktacji Formuły 1                                    | |

### Polska Formuła Mondial
| Rok  | Zespół | Samochód | Silnik | Wyniki w poszczególnych eliminacjach | Wyniki w poszczególnych eliminacjach | Wyniki w poszczególnych eliminacjach | Wyniki w poszczególnych eliminacjach | Wyniki w poszczególnych eliminacjach | Wyniki w poszczególnych eliminacjach | Pkt. | Msc. |
| ---- | ------ | -------- | ------ | ------------------------------------ | ------------------------------------ | ------------------------------------ | ------------------------------------ | ------------------------------------ | ------------------------------------ | ---- | ---- |
| 1993 |        |          |        | Polska                               | Polska                               | Polska                               | Polska                               | Polska                               | Polska                               | 20   | 16   |
| 1993 |        | Reynard  | Opel   | 2                                    | -                                    | -                                    | -                                    | -                                    | -                                    | 20   | 16   |

### FIM Sidecar World Championship
| Rok  | Motocykl   | Wyniki w poszczególnych eliminacjach | Wyniki w poszczególnych eliminacjach | Wyniki w poszczególnych eliminacjach | Wyniki w poszczególnych eliminacjach | Wyniki w poszczególnych eliminacjach | Wyniki w poszczególnych eliminacjach | Wyniki w poszczególnych eliminacjach | Wyniki w poszczególnych eliminacjach | Wyniki w poszczególnych eliminacjach | Pkt. | Msc. |
| ---- | ---------- | ------------------------------------ | ------------------------------------ | ------------------------------------ | ------------------------------------ | ------------------------------------ | ------------------------------------ | ------------------------------------ | ------------------------------------ | ------------------------------------ | ---- | ---- |
| 1997 |            | Węgry                                | Austria                              | Holandia                             | Czechy                               | Niemcy                               | Szwecja                              | Czechy                               | Chorwacja                            | Hiszpania                            | 12   | 17   |
| 1997 | LCR/ADM    | -                                    | -                                    | -                                    | 12                                   | -                                    | 13                                   | 11                                   | -                                    | -                                    | 12   | 17   |
| 2008 |            | Wielka Brytania                      | Niemcy                               | Niemcy                               | Holandia                             | Niemcy                               | Chorwacja                            | Chorwacja                            | Francja                              |                                      | 24   | 13   |
| 2008 | LCR/Suzuki | -                                    | 9                                    | 10                                   | -                                    | 11                                   | 10                                   | NU                                   | -                                    |                                      | 24   | 13   |
| 2009 |            | Niemcy                               | Niemcy                               | Hiszpania                            | Niemcy                               | Chorwacja                            | Chorwacja                            | Francja                              |                                      |                                      | 22   | 13   |
| 2009 | LCR/Suzuki | 10                                   | 7                                    | -                                    | 9                                    | -                                    | -                                    | -                                    |                                      |                                      | 22   | 13   |
| 2010 |            | Francja                              | Niemcy                               | Niemcy                               | Chorwacja                            | Chorwacja                            | Niemcy                               | Francja                              | Francja                              |                                      | 3    | 25   |
| 2010 | LCR/Suzuki | -                                    | 13                                   | -                                    | -                                    | -                                    | -                                    | -                                    | -                                    |                                      | 3    | 25   |